# Cholm-Schirkowski
Cholm-Schirkowski (russisch Холм-Жирко́вский) ist eine Siedlung städtischen Typs in der Oblast Smolensk in Russland mit 3491 Einwohnern (Stand 14. Oktober 2010).

## Geographie
Der Ort liegt etwa 120 km Luftlinie nordöstlich des Oblastverwaltungszentrums Smolensk unweit des linken Ufers des rechten Dnepr-Nebenflusses Solja.
Cholm-Schirkowski ist Verwaltungszentrum des Rajons Cholm-Schirkowski sowie Sitz der Stadtgemeinde Cholm-Schirkowskoje gorodskoje posselenije, zu der außerdem 21 umliegende Dörfer gehören.

## Geschichte
Der Ort wurde 1708 erstmals als Dorf Cholm erwähnt; dieses Jahr wird als Gründungsjahr gefeiert. Er gehörte in Folge zum Ujesd Bely des Gouvernements Smolensk. Den Beinamen Schirkowski erhielt das Dorf später (vermutlich) nach einem örtlichen Großgrundbesitzer Schirkow in Anbetracht einer Vielzahl anderer Ortschaften namens Cholm in der Region; diese Namensform wurde 1929 offiziell.
1861 wurde es Sitz einer Wolost, aus der 1929 der gleichnamige Rajon entstand. Im Zweiten Weltkrieg war Cholm-Schirkowski ab Anfang Oktober 1941 von der deutschen Wehrmacht besetzt, bis es am 15. März 1943 in der Endphase der Schlacht von Rschew, während des als „Unternehmen Büffelbewegung“ bezeichneten deutschen Rückzugs von der Roten Armee zurückerobert wurde.
1971 erhielt Cholm-Schirkowski den Status einer Siedlung städtischen Typs.

### Bevölkerungsentwicklung
| Jahr | Einwohner |
| ---- | --------- |
| 1939 | 1436      |
| 1959 | 1444      |
| 1970 | 2204      |
| 1979 | 3035      |
| 1989 | 3666      |
| 2002 | 3826      |
| 2010 | 3491      |

Anmerkung: Volkszählungsdaten

## Verkehr
Cholm-Schirkowski liegt an der Regionalstraße 66K-27, die im südöstlich benachbarten, etwa 60 km entfernten Rajonzentrum Wjasma von der föderalen Fernstraße M1 abzweigt und nach Westen in weitem Bogen zur M1 bei Jarzewo zurückführt. In dieser Richtung befindet sich die nächstgelegene, 15 km entfernte Bahnstation Kanjutino an der Nebenstrecke Durowo (bei Safonowo) – Wladimirski Tupik. Von Cholm-Schirkowski nach Süden besteht über die 66K-21 ebenfalls Anschluss zur dort 40 km entfernten M1 östlich von Safonowo, sowie nach Nordwesten über die 66N-2305 zur Grenze der Oblast Twer, weiter in Richtung Bely.